# Býkov (Hromnice)

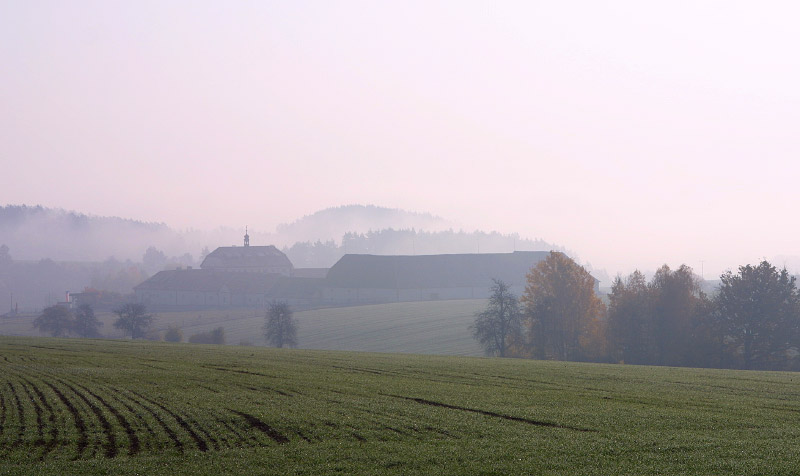
Býkov v mlhách

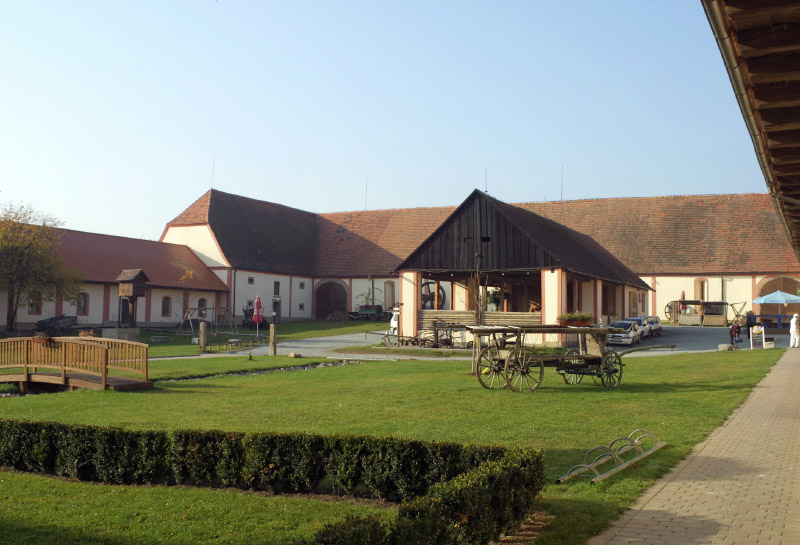
Nádvoří

Býkov je hospodářský dvůr na území obce Hromnice v okrese Plzeň-sever, asi 1,5 km severozápadně od centra Hromnice, 5 km jihovýchodně od Kaznějova. Dvůr byl postaven na místě středověké vsi Evženem Tyttlem, opatem plaského kláštera, v letech 1703–1705 a později rozšířen. Je chráněn jako kulturní památka České republiky.